# 英富曼
英富曼（Informa）是总部在英国的一家世界跨国公司，提供各類會議展覽，新聞和跨行業數據，业务范围超过40个国家，拥有雇员超过7000人。英富曼拥有包括Routledge、Lloyd's List、泰勒-弗朗西斯、CRC Press、ESI International及Datamonitor在内的众多品牌。公司在伦敦证券交易所上市并成为FTSE 250指数的成分股。
AMR國際2017年8月發佈的第二屆「20大展覽組織者」排名顯示，UBM和英富曼分別佔據排行榜第二名和第三名，僅次於勵展博覽集團 - 2018年，英富曼正式并购博闻（UBM）成為全球最大型展覽國際公司
2020年已被認證為英國最佳雇主之一——並且首次在該獎項的“英國大型公司類別”中排名第五。
英富曼主要有4个运营部门（相当于战略事业部）：学术出版；商业情报；全球展览和活动；知识和社交。其实，还有一个部门——全球支持部门（Global Support），主要为其他事业部提供商业服务。